# 君のような素敵な娘がこんなところで何してるの?
『君のような素敵な娘がこんなところで何してるの? 』（きみのようなすてきなこがこんなところでなにしてるの?、英: What's a Nice Girl Like You Doing in a Place Like This?）は、1963年にマーティン・スコセッシが作った短編映画。

## 概要
当時、彼はニューヨーク大学ティッシュ記念芸術学部（Tisch School of the Arts）の学生だった。本作品は、自分の部屋の壁にかけてある絵のことで頭がいっぱいになってしまう作家についてのコメディーである。